# P1 Konsument
P1 Konsument är ett radioprogram som sändes i Sveriges Radio P1 onsdagar kl 10.03.
Programmet startade i januari 2002 och producerades av SR Västmanland i Västerås. Den 24 januari 2007 sändes sista programmet. Programledare var Gunnar Eriksson och redaktionen bestod genom åren av bland andra Monica Elfström, Lovisa Vasell, Kristin Axinge-Jaslin, Mattias Forsberg och Annika Berge. I programmet deltog varje vecka en konsumentvägledare från konsument Västerås som svarade på lyssnarnas frågor i direktsändning.